# 2016-os szlovákiai parlamenti választás
2016. március 5-én, szombaton parlamenti választást tartottak Szlovákiában.

## Előzmények
A választás időpontját 2015. november 12-én jelentette be Peter Pellegrini, a parlament elnöke. A kampány 2015. november 12-én vette kezdetét. A pártok 2015. december 6-án éjfélig adhatták le képviselő-jelölti listájukat.

## Választási rendszer
A választás egyfordulós és arányos, egész ország egy körzetnek számít. Az emberek pártlistákra szavaznak. A pártoknak és pártkoalícióknak legkésőbb 90 nappal a választások előtt le kell adniuk a listájukat a választási bizottság jegyzőjének. A bejutási küszöb az önállóan induló pártoknak 5%, 2 vagy 3 pártból álló pártszövetségeknek 7%, 4 vagy több pártból álló pártszövetségeknek 10%. Állami támogatásban később a legalább 3%-ot elérő pártok részesülnek.
A választáson való induláshoz a pártoknak letétbe kell helyezniük 17 000 eurót. A pártok 3 millió eurót költhetnek a kampányra, melyről transzparens számlát kell vezetniük.
A választáson preferenciális szavazás folyik, azaz a választók rangsorolják a jelölteket. A pártlisták közül egyet kell kiválasztani, és azon legfeljebb négy nevet be lehet karikázni. Ha valamelyik jelölt nevét legalább az összes pártszavazat 3%-át elérő számú választó bekarikázta, akkor az illető a saját pártja listájának az elejére ugrik. Több előreugró jelölt esetén a kapott karikák száma alapján állítanak fel sorrendet. Ha nem szerepelnek karikák a szavazólapon, akkor az automatikusan a lista első 4 jelöltjéhez számít. A pártlistára leadott szavazat akkor is érvényes, ha a karikázást elrontja a szavazó.
Összesen 150 mandátumot osztanak szét. A szlovákiai alkotmány módosításához a parlament háromötödös többsége kell, azaz legalább 90 képviselő.

## Induló pártok
22 párt és 1 pártkoalíció jelentette be indulási szándékát.
Az OĽANO és a NOVA közös listán, de az alacsonyabb bejutási küszöb miatt nem koalícióban indult. A HZDS nem volt hajlandó a kaució kifizetésére, ezért nem indult.
| Rövidítés | Rövidítés | Rövidítés                      | Hivatalos név magyar név / szlovák név / (jelkép)                                                                       | Hivatalos név magyar név / szlovák név / (jelkép)                                                       | 2012-es eredm. | Listavezető         | Jelöltek száma |  |
| --------- | --------- | ------------------------------ | --- | --- | -------------- | ------------------- | -------------- |  |
|           | 1.        | TIP                            | TIP Párt Strana TIP | | –              | Hudec, Tomáš        | 150            |  |
|           | 16.       | SMER–SD                        | Irány – Szociáldemokrácia Smer – Sociálna Demokracia                                                                    | | 83 (1.)        | Fico, Robert        | 150            |  |
|           | 17.       | KDH                            | Kereszténydemokrata Mozgalom Kresťanskodemokratické hnutie                                                              | | 16 (2.)        | Figeľ, Ján          | 150            |  |
|           |           | OĽANO-NOVA                     | Egyszerű Emberek és Független Személyiségek – Új Többség Obyčajní Ľudia a nezávislé osobnosti – NOVA                    | Egyszerű Emberek és Független Személyiségek – Új Többség Obyčajní Ľudia a nezávislé osobnosti – NOVA    | 16 (3.)        | Remišová, Veronika  | 150            |  |
|           | 11.       | MOST–HÍD                       | Híd – Most Most – Híd                                                                                                   | | 13 (4.)        | Bugár Béla          | 149            |  |
|           | 15.       | SDKÚ–DS                        | Szlovák Demokratikus és Keresztény Unió – Demokrata Párt Slovenská demokratická a kresťanská únia – Demokratická strana | | 11 (5.)        | Frešo, Pavol        | 150            |  |
|           | 23.       | SaS                            | Szabadság és Szolidaritás Sloboda a Solidarita                                                                          | | 11 (6.)        | Sulík, Richard      | 150            |  |
|           |           | SNS                            | Szlovák Nemzeti Párt Slovenská národná strana                                                                           | Szlovák Nemzeti Párt Slovenská národná strana                                                           | 0 (7.)         | Danko, Andrej       | 150            |  |
|           |           | MKP SMK                        | Magyar Közösség Pártja Strana maďarskej komunity                                                                        | Magyar Közösség Pártja Strana maďarskej komunity                                                        | 0 (8.)         | Berényi József      | 150            |  |
|           | 19.       | ĽSNS                           | Kotleba – A Mi Szlovákiánk Néppárt Kotleba – Ľudová strana Naše Slovensko                                               | | 0 (10.)        | Kotleba, Marian     | 149            |  |
|           |           | KSS                            | Szlovákia Kommunista Pártja Komunistická strana Slovenska                                                               | Szlovákia Kommunista Pártja Komunistická strana Slovenska                                               | 0 (14.)        | Hrdlička, Jozef     | 140            |  |
|           |           | SZS                            | Szlovákia Zöld Pártja Strana zelených Slovenska                                                                         | Szlovákia Zöld Pártja Strana zelených Slovenska                                                         | 0 (16.)        | Hanulíková, Natália | 42             |  |
|           |           | SMS                            | A Modern Szlovákia Pártja Strana Moderného Slovenska                                                                    | A Modern Szlovákia Pártja Strana Moderného Slovenska                                                    | –              | Lopašovský, Milan   | 150            |  |
|           |           | DS - Ľudo Kaník                | Szlovákia Demokratái – Ľudo Kaník Demokrati Slovenska - Ľudo Kaník                                                      | Szlovákia Demokratái – Ľudo Kaník Demokrati Slovenska - Ľudo Kaník                                      | –              | Kaník, Ľudovít      | 34             |  |
|           |           | Šanca                          | Esély Šanca | Esély Šanca                                                                                             | –              | Babitzová, Eva      | 100            |  |
|           |           | SR – Boris Kollár              | Család Vagyunk – Boris Kollár Sme Rodina – Boris Kollár                                                                 | Család Vagyunk – Boris Kollár Sme Rodina – Boris Kollár                                                 | –              | Kollár, Boris       | 150            |  |
|           |           | Koalícia Spoločne za Slovensko | Együtt Szlovákiáért Koalíció Koalícia Spoločne za Slovensko - Szlovák Néppárt (Slovenská ľudová strana)                 | Együtt Szlovákiáért Koalíció Koalícia Spoločne za Slovensko - Szlovák Néppárt (Slovenská ľudová strana) | –              | Klokoč, Ondrej      | 91             |  |
|           |           | MKDSZ MKDA                     | Magyar Kereszténydemokrata Szövetség Maďarská kresťanskodemokratická aliancia                                           | Magyar Kereszténydemokrata Szövetség Maďarská kresťanskodemokratická aliancia                           | –              | Fehér Csaba         | 110            |  |
|           |           | VZDOR                          | DAC – Munkáspárt VZDOR – strana práce                                                                                   | DAC – Munkáspárt VZDOR – strana práce                                                                   | –              | Pirošík, Stanislav  | 47             |  |
|           |           | Odvaha                         | Bátorság – Nagy Nemzeti és Oroszbarát Koalíció Odvaha – Veľká národná a proruská koalícia                               | Bátorság – Nagy Nemzeti és Oroszbarát Koalíció Odvaha – Veľká národná a proruská koalícia               | –              | Pavliš, Ján         | 150            |  |
|           |           | SKOK!                          | Szlovák Polgári Koalíció Slovenská občianska koalícia                                                                   | Szlovák Polgári Koalíció Slovenská občianska koalícia                                                   | –              | Miškov, Juraj       | 150            |  |
|           | 20.       | #SIEŤ                          | Háló #Sieť | | –              | Procházka, Radoslav | 150            |  |
|           |           | PD                             | Közvetlen Demokrácia Priama Demokracia                                                                                  | Közvetlen Demokrácia Priama Demokracia                                                                  | –              | Ritomská, Mária     | 102            |  |
|           |           |                                | | |                |                     |                |  |

## Közvélemény-kutatási adatok
Az egyes pártok támogatottsága és a várható részvétel százalékban.
| Felmérés időpontja (2015-2016) | Cég   | Párt neve | Párt neve | Párt neve | Párt neve | Párt neve | Párt neve   | Párt neve | Párt neve | Párt neve | Párt neve | Párt neve | Párt neve | Párt neve | Részvétel |
| Felmérés időpontja (2015-2016) | Cég   | Smer- SD  | Háló      | Most- Híd | SNS       | KDH       | OĽaNO- NOVA | MKP       | SaS       | SDKÚ- DS  | KSS       | SR        | ĽSNS      | SKOK!     | Részvétel |
| ------------------------------ | ----- | --------- | --------- | --------- | --------- | --------- | ----------- | --------- | --------- | --------- | --------- | --------- | --------- | --------- | --------- |
| Felmérés időpontja (2015-2016) | Cég   |           |           |           |           |           |             |           |           |           |           |           |           |           | Részvétel |
| okt. 12–18.                    | Polis | 38,5      | 12,4      | 7,7       | 8         | 7,6       | 6,8         | 4,4       | 4,7       | N/A       | N/A       | N/A       | N/A       | N/A       | 57        |
| nov. 3–11.                     | Focus | 39        | 12,9      | 7         | 6         | 7,7       | 6,6         | 4,1       | 5,2       | 3         | 1,3       | N/A       | 1,4       | 1         | N/A       |
| nov. 8–14.                     | Polis | 40,1      | 12,6      | 7,7       | 8,5       | 7,6       | 6,6         | 5,3       | N/A       | N/A       | N/A       | N/A       | N/A       | N/A       | 60        |
| dec. 1–8.                      | Focus | 38,4      | 13,4      | 6,6       | 6,3       | 7,4       | 6,4         | 4,2       | 5,3       | 2,5       | 1,5       | 1,1       | 1,9       | 1,2       | N/A       |
| dec. 11–18.                    | Polis | 40        | 13        | 8,9       | 7,1       | 6         | 5,7         | 4,1       | N/A       | N/A       | N/A       | N/A       | N/A       | N/A       | 61        |
| jan. 11–14.                    | AKO   | 40,7      | 8,1       | 7,9       | 7,4       | 5,6       | 5,7         | N/A       | 6,2       | N/A       | N/A       | N/A       | N/A       | N/A       | N/A       |
| jan. 22–28.                    | MVK   | 32,1      | 14,6      | 6         | 10,1      | 8,2       | 5,9         | 5,1       | 3,4       | 1,6       | 1,1       | 4         | 2,1       | 2,5       | 47        |
| jan. 22–31.                    | Focus | 36,3      | 13        | 7,7       | 7,3       | 7,1       | 6,4         | 3,8       | 5,5       | 1,7       | N/A       | N/A       | N/A       | N/A       | N/A       |
| jan. 31–feb. 7.                | Focus | 34,1      | 13,7      | 8         | 8,1       | 7,5       | 6,4         | 3,6       | 5,1       | 1,7       | N/A       | 4,1       | N/A       | N/A       | N/A       |
| feb. 6–14.                     | Focus | 34,6      | 14        | 8,2       | 8,7       | 7         | 6,1         | 3,5       | 5,5       | 1         | N/A       | 4,2       | N/A       | N/A       | N/A       |
| feb. 6–14.                     | Polis | 38,4      | 10,4      | 9,2       | 9,1       | 6,6       | 6,8         | 4         | 5,2       | 1,3       | 1,4       | 3,6       | 2,5       | N/A       | N/A       |
| feb. 10–14.                    | MVK   | 32,5      | 14,5      | 7         | 10,5      | 9         | 5           | 5         | 4         | 1         | 0,5       | 4,5       | 1,5       | 3         | 53        |

## Kampány
A választások előtt főleg a pedagógusok sztrájkja, az egészségügyi béremelés és a kormánypárt, a Smer–SD korrupciós ügyei adták a főbb vitatémákat. A migrációs válság csak kis súlyt kapott.

## Részvétel
| szavazó 59,8% | távolmaradó 40,2% |

| érvényes 98,5% |

| szavazó 59,8% | távolmaradó 40,2% |

| érvényes 98,5% |

Öt polgár közül három ment el szavazni
A 4,4 millió szavazásra jogosult polgárból 2,6 millió vett részt a választásokon (60%), közülük negyvenezer szavazott érvénytelenül (1,5%). Nagyjából ugyanannyian szavaztak mint négy évvel korábban (+0,71%p). 
A nyolc szlovákiai kerület (kraj) között eltérő volt a választói kedv. A legmagasabb szavazási hajlnadóság a pozsonyi kerületben (66%), míg a legalacsonyabb a kassaiban volt (53%).
| Pozsonyi           | 564 190 | 374 703 | 66,41% |  |
| Nagyszombati       | 463 881 | 277 506 | 59,82% |  |
| Trencséni          | 487 648 | 307 630 | 63,08% |  |
| Nyitrai            | 572 262 | 331 818 | 57,98% |  |
| Zsolnai            | 563 592 | 365 135 | 64,78% |  |
| Besztercebányai    | 521 742 | 300 070 | 57,51% |  |
| Eperjesi           | 624 452 | 358 561 | 57,42% |  |
| Kassai             | 627 793 | 331 712 | 52,83% |  |
|                    |         |         |        |  |
| külföldön szavazók | 1 200   | 1 049   | 87,41% |  |
|                    |         |         |        |  |

## Eredmények
| Párt, pártkoalíció | Párt, pártkoalíció                                                    | Szavazatok | Szavazatok | Mandátumok | Mandátumok | Mandátumok |
| Párt, pártkoalíció | Párt, pártkoalíció                                                    | száma      | aránya     | száma      | aránya     | ± 2012 óta |
| ------------------ | --------------------------------------------------------------------- | ---------- | ---------- | ---------- | ---------- | ---------- |
|                    | Irány – Szociáldemokrácia (Smer–SD)                                   | 737 481    | 28,28%     | 49         | 32,67%     | –34        |
|                    | Szabadság és Szolidaritás (SaS)                                       | 315 558    | 12,10%     | 21         | 14%        | +10        |
|                    | Egyszerű Emberek és Független Személyiségek – Új Többség (OĽANO-NOVA) | 287 611    | 11,03%     | 19         | 12,67%     | +3         |
|                    | Szlovák Nemzeti Párt (SNS)                                            | 225 386    | 8,64%      | 15         | 10%        | +15        |
|                    | Kotleba – A Mi Szlovákiánk Néppárt (ĽSNS)                             | 209 779    | 8,04%      | 14         | 9,33%      | Új         |
|                    | Család Vagyunk – Boris Kollár (SR)                                    | 172 860    | 6,63%      | 11         | 7,33%      | Új         |
|                    | Most–Híd                                                              | 169 593    | 6,50%      | 11         | 7,33%      | –2         |
|                    | Háló (#Sieť)                                                          | 146 205    | 5,61%      | 10         | 6,67%      | Új         |
|                    | Kereszténydemokrata Mozgalom (KDH)                                    | 128 908    | 4,94%      | –          | –          | –16        |
|                    | Magyar Közösség Pártja (MKP)                                          | 105 495    | 4,05%      | –          | –          | –          |
|                    | Szlovák Polgári Koalíció (SKOK!)                                      | 21 785     | 0,84%      | –          | –          | –          |
|                    | TIP Párt (TIP)                                                        | 18 845     | 0,72%      | –          | –          | –          |
|                    | Szlovákia Zöld Pártja (SZS)                                           | 17 541     | 0,67%      | –          | –          | –          |
|                    | Szlovákia Kommunista Pártja (KSS)                                     | 16 278     | 0,62%      | –          | –          | –          |
|                    | Szlovák Demokratikus és Keresztény Unió – Demokrata Párt (SDKÚ–DS)    | 6 938      | 0,26%      | –          | –          | –11        |
|                    | Esély (Šanca)                                                         | 6 522      | 0,25%      | –          | –          | –          |
|                    | A Modern Szlovákia Pártja (SMS)                                       | 4 559      | 0,17%      | –          | –          | –          |
|                    | Közvetlen Demokrácia                                                  | 3 595      | 0,13%      | –          | –          | –          |
|                    | Bátorság – Nagy Nemzeti és Oroszbarát Koalíció                        | 3 428      | 0,13%      | –          | –          | –          |
|                    | DAC – Munkáspárt                                                      | 3 182      | 0,12%      | –          | –          | –          |
|                    | Magyar Kereszténydemokrata Szövetség (MKDSZ)                          | 2 426      | 0,09%      | –          | –          | –          |
|                    | Szlovákia Demokratái – Ľudo Kaník (KSS)                               | 1 998      | 0,07%      | –          | –          | –          |
|                    | Együtt Szlovákiáért Koalíció                                          | 1 777      | 0,06%      | –          | –          | –          |
|                    | Összesen                                                              | 2 607 750  | 100%       | 150        | 100%       | 0          |

### Választási térképek

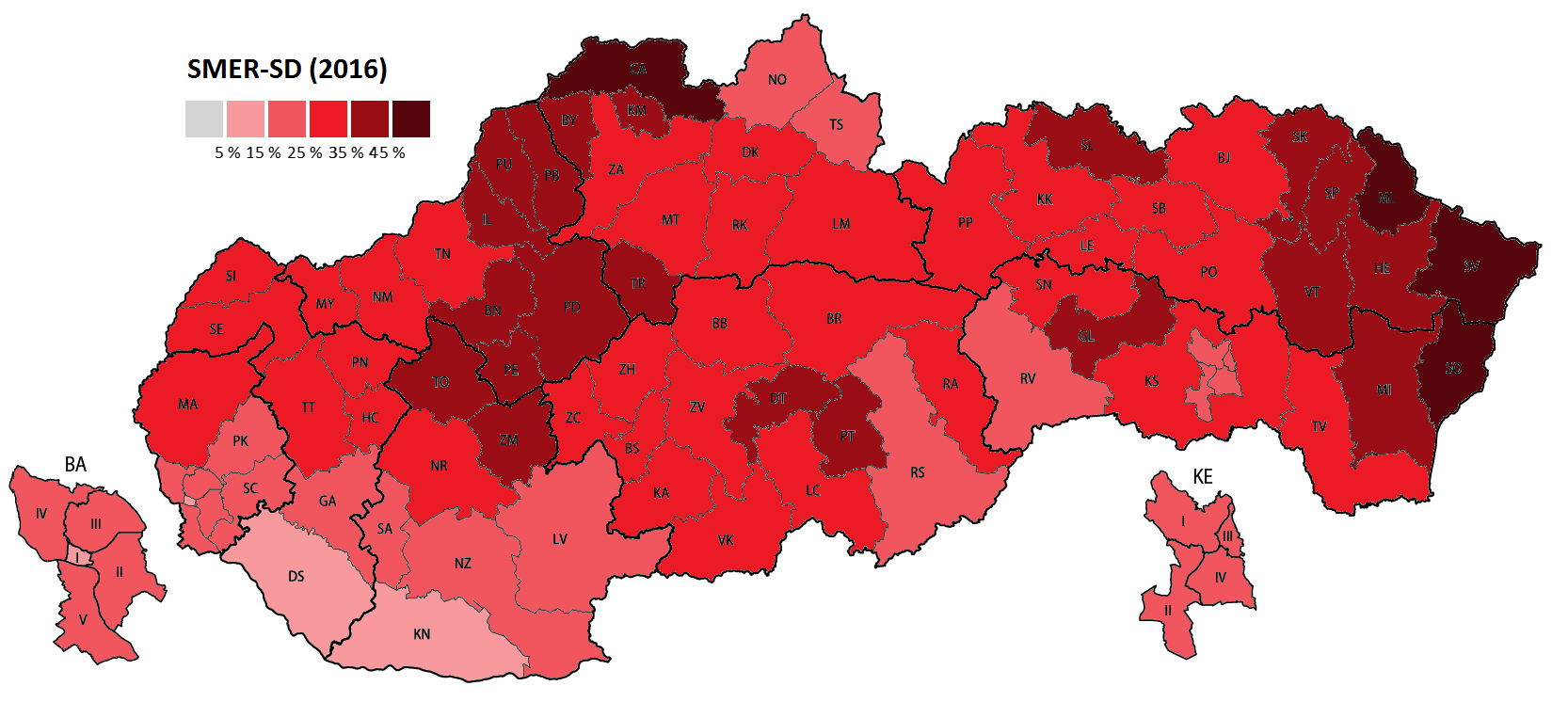
Irány – Szociáldemokrácia
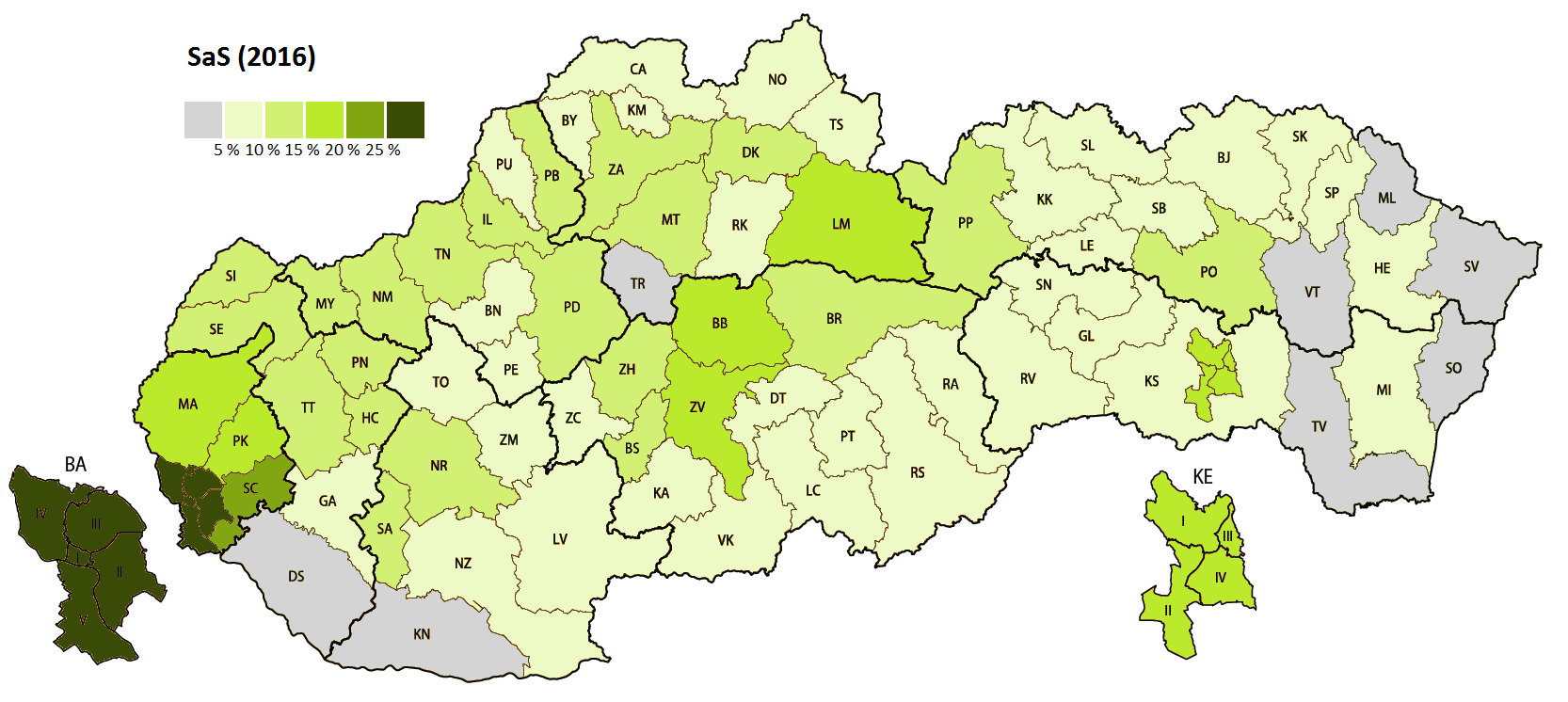
Szabadság és Szolidaritás
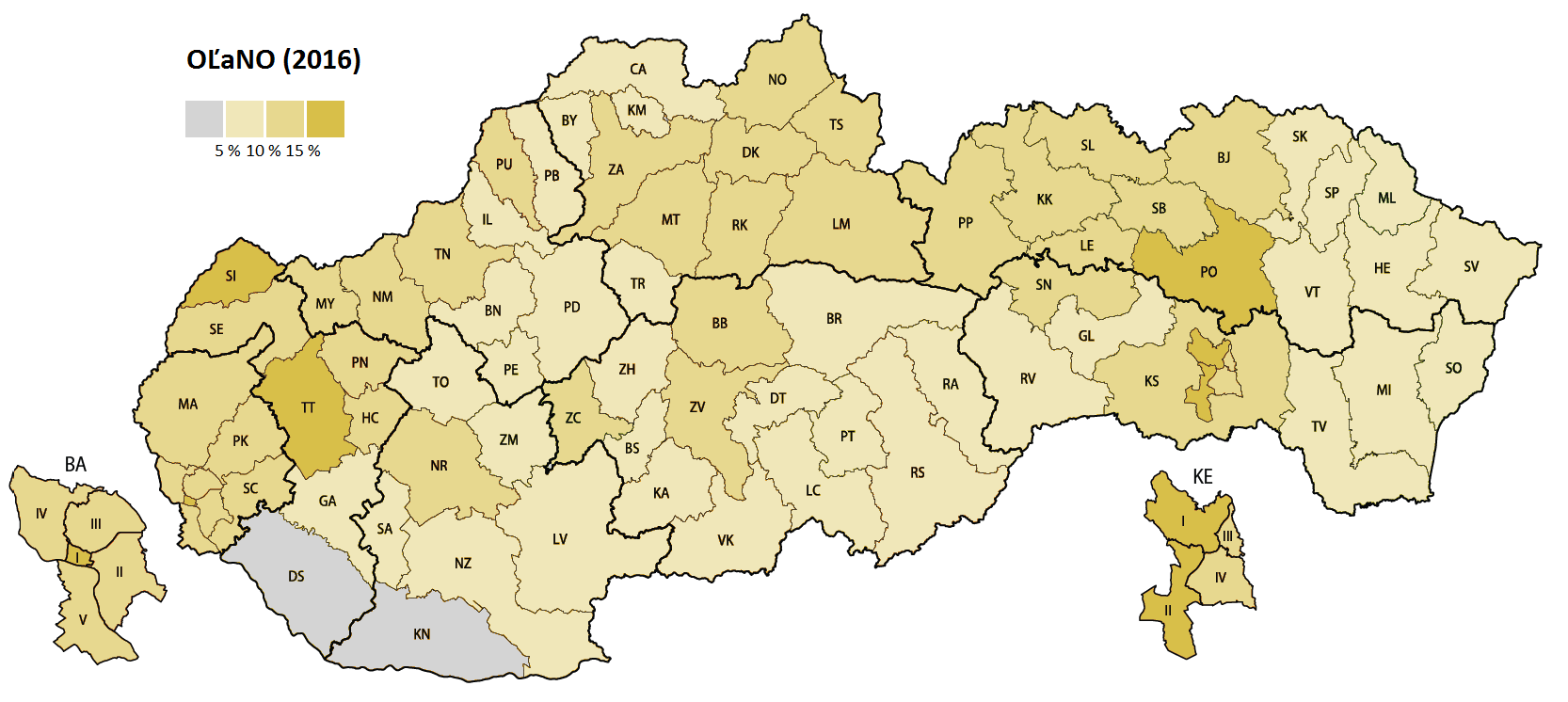
Egyszerű Emberek és Független Személyiségek – Új Többség
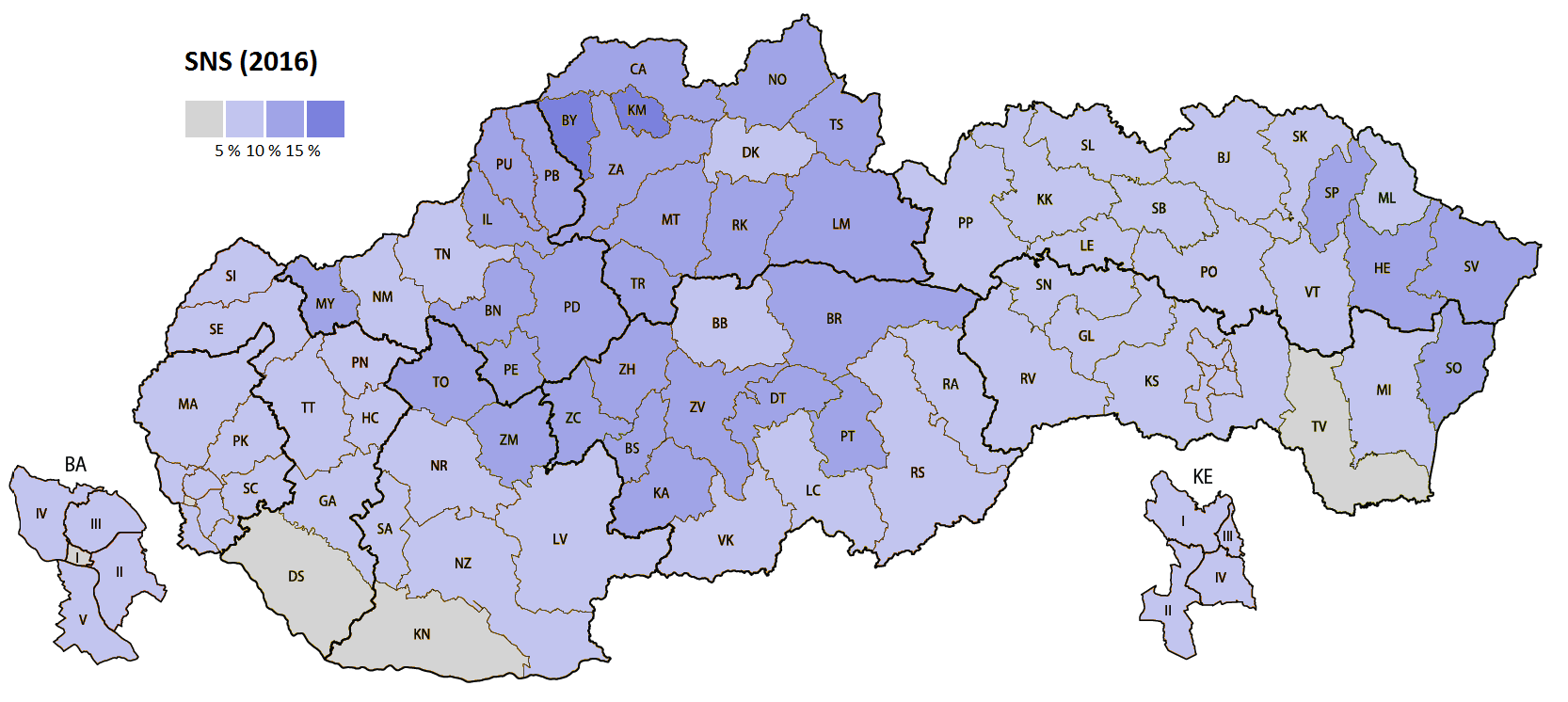
Szlovák Nemzeti Párt
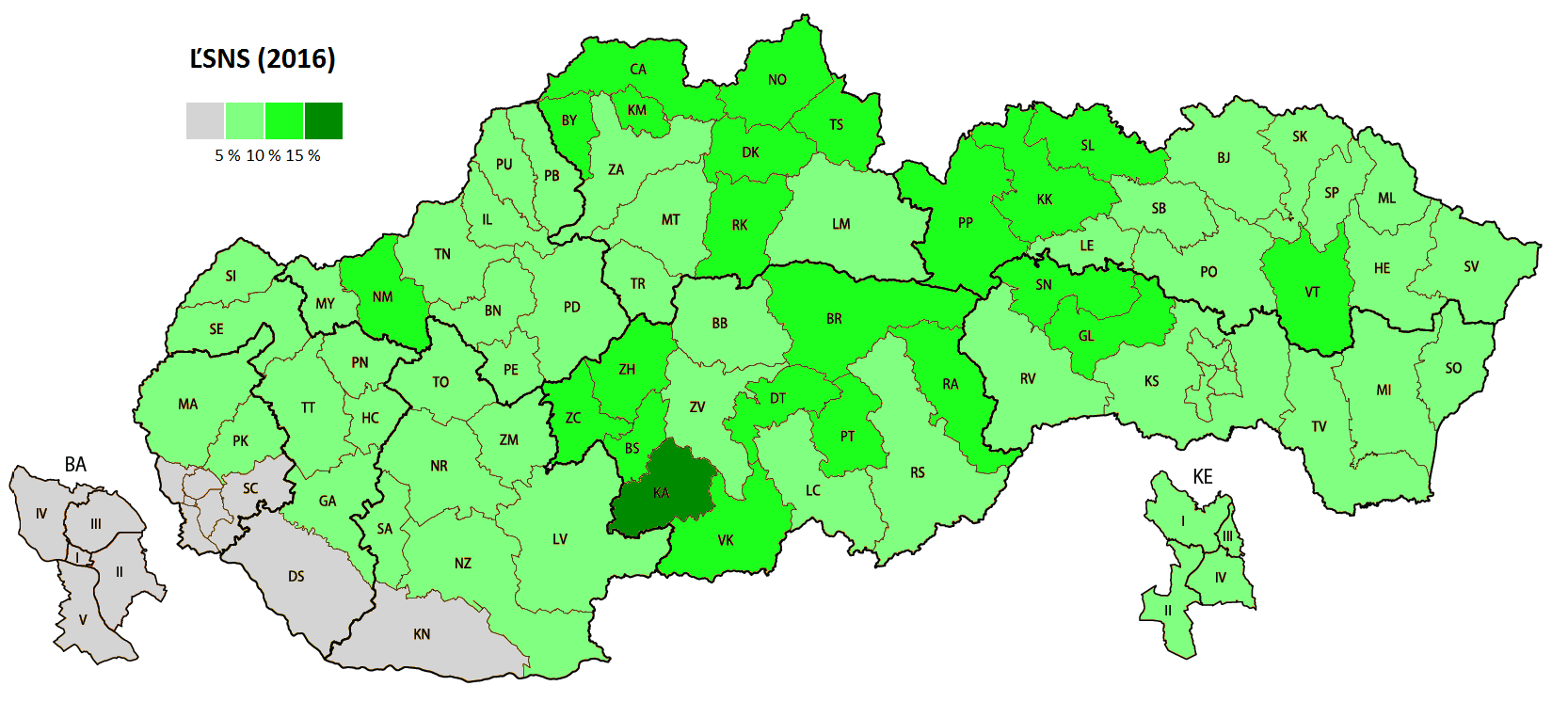
Kotleba – A Mi Szlovákiánk Néppárt
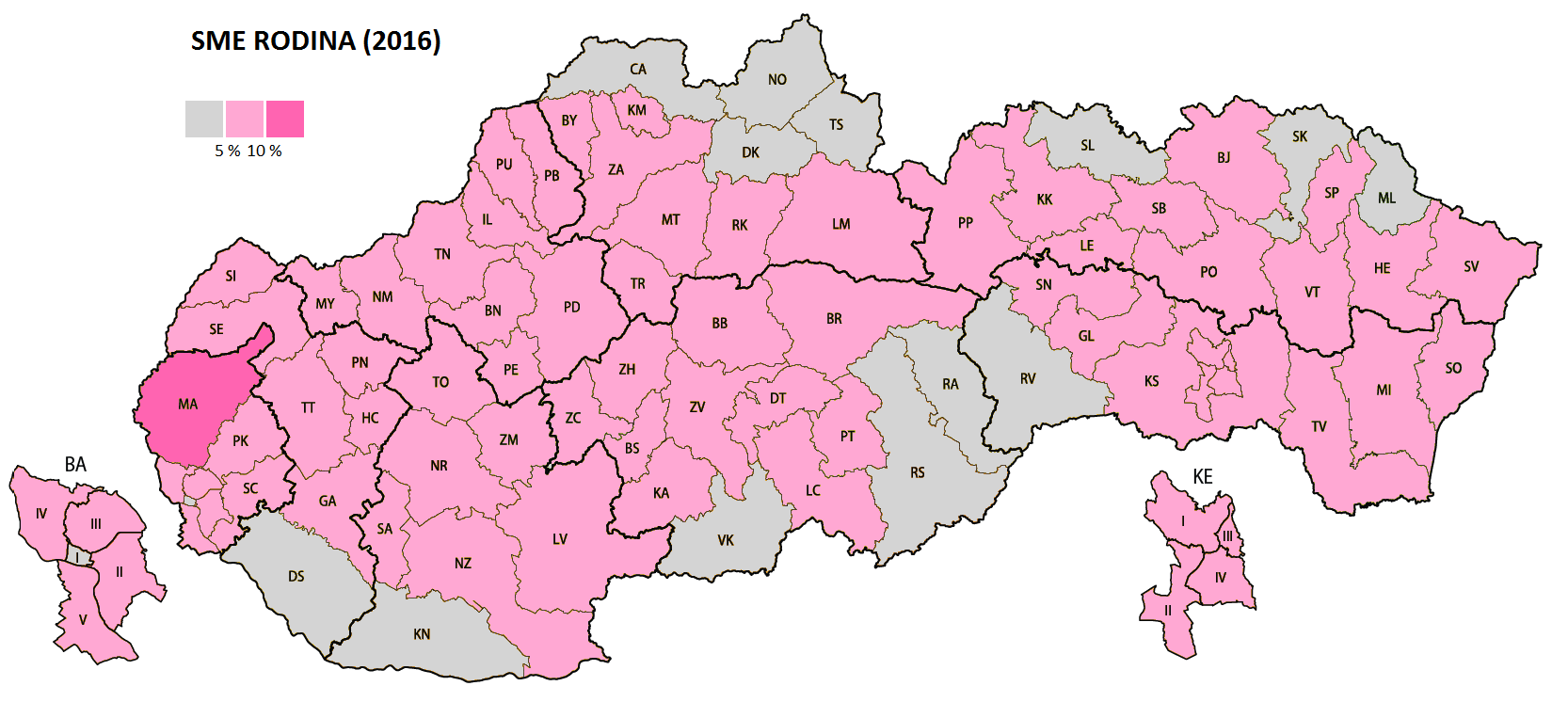
Család Vagyunk – Boris Kollár
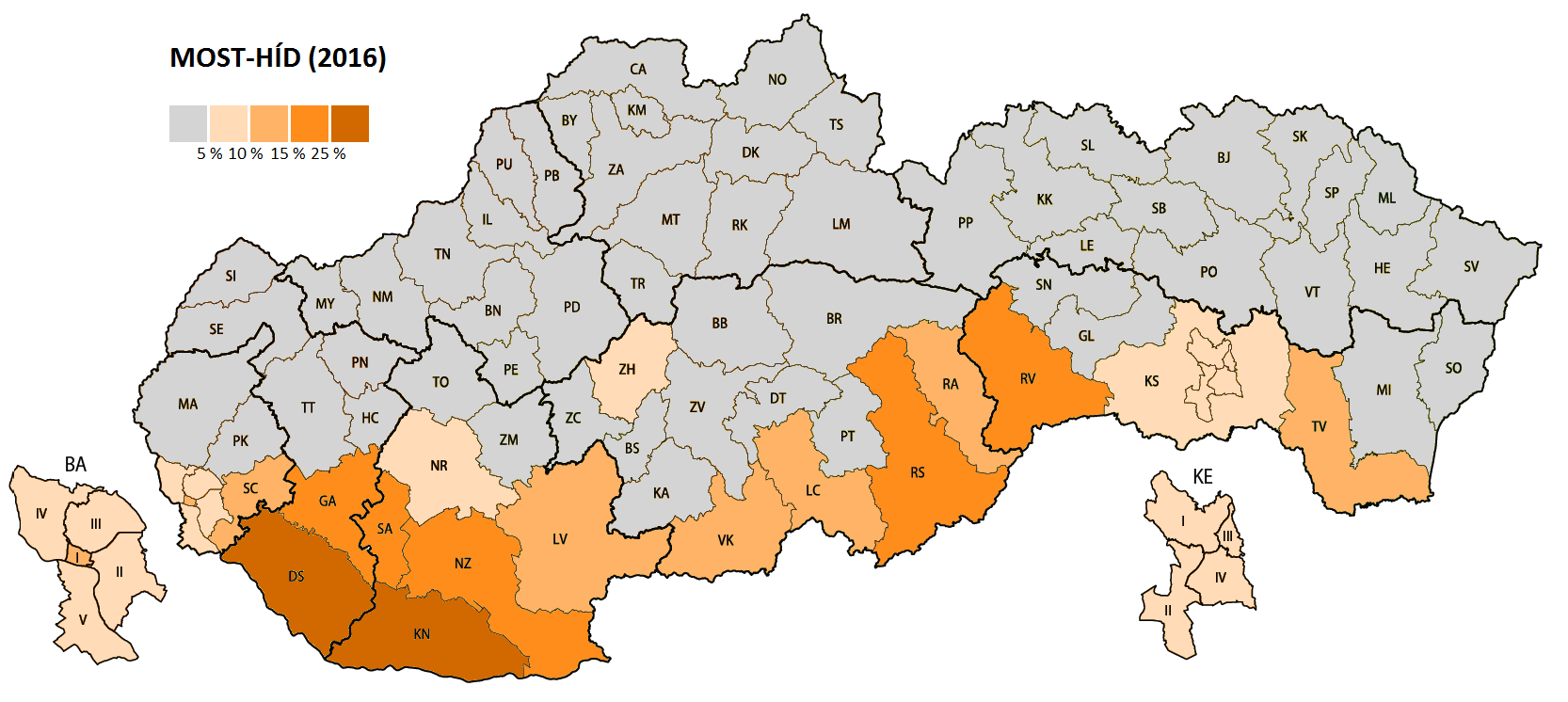
Most–Híd
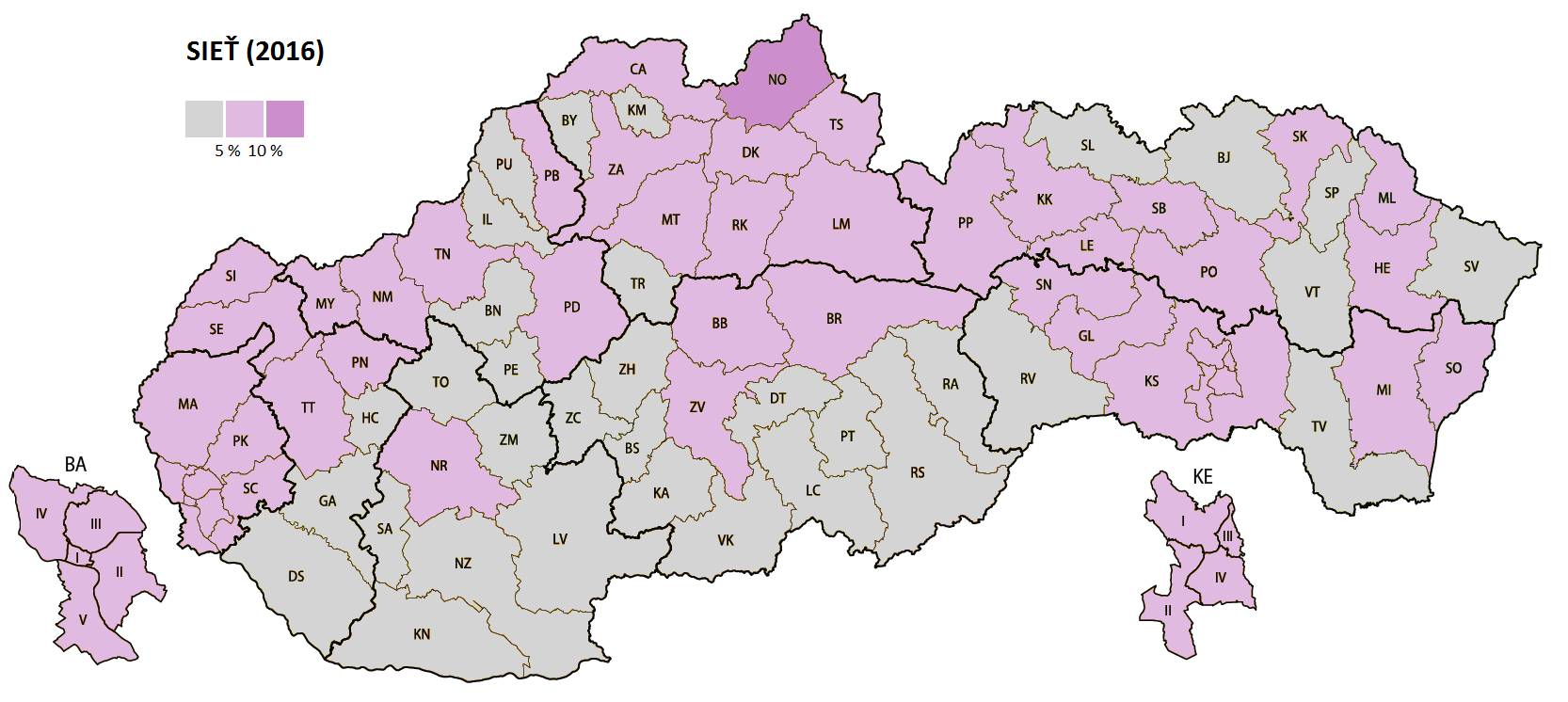
Háló
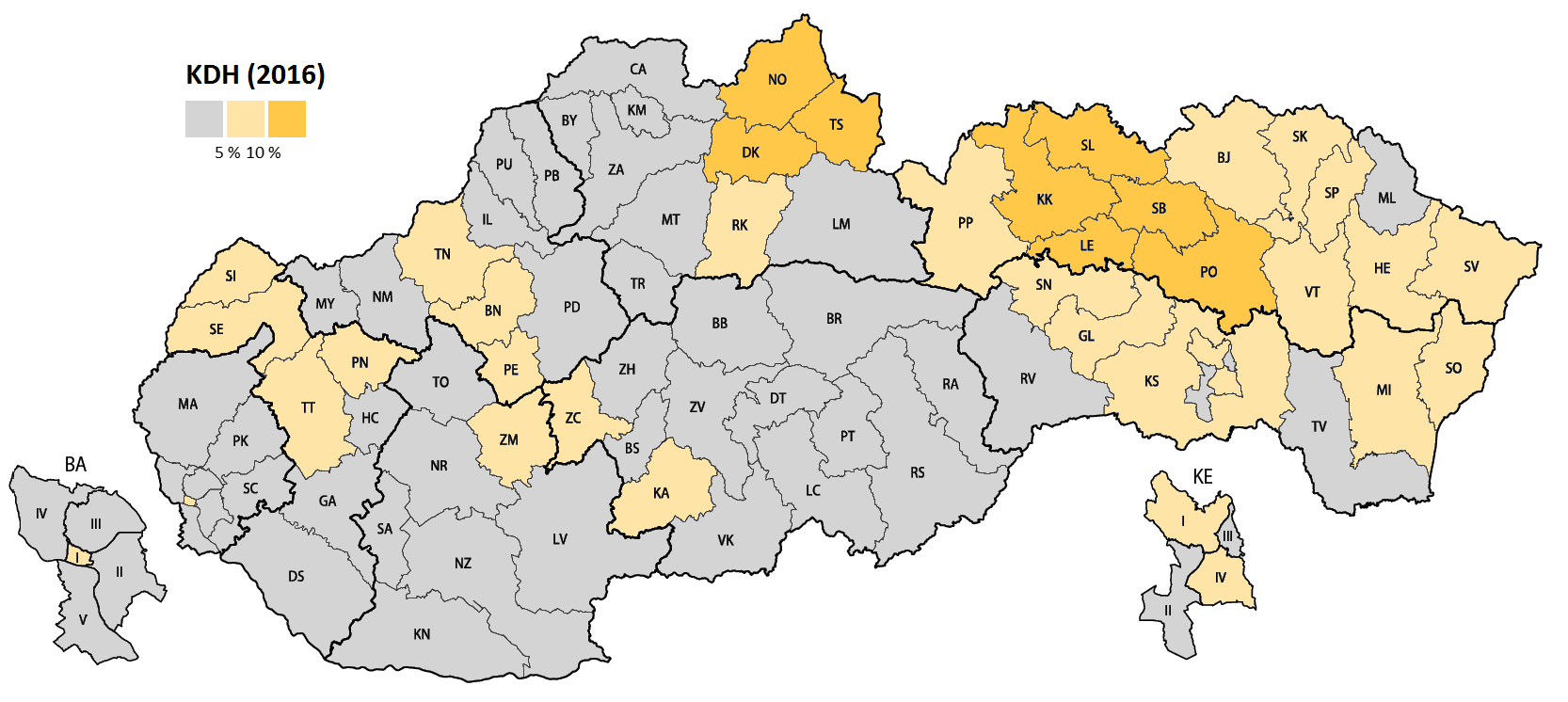
Kereszténydemokrata Mozgalom

## Politikai következmények

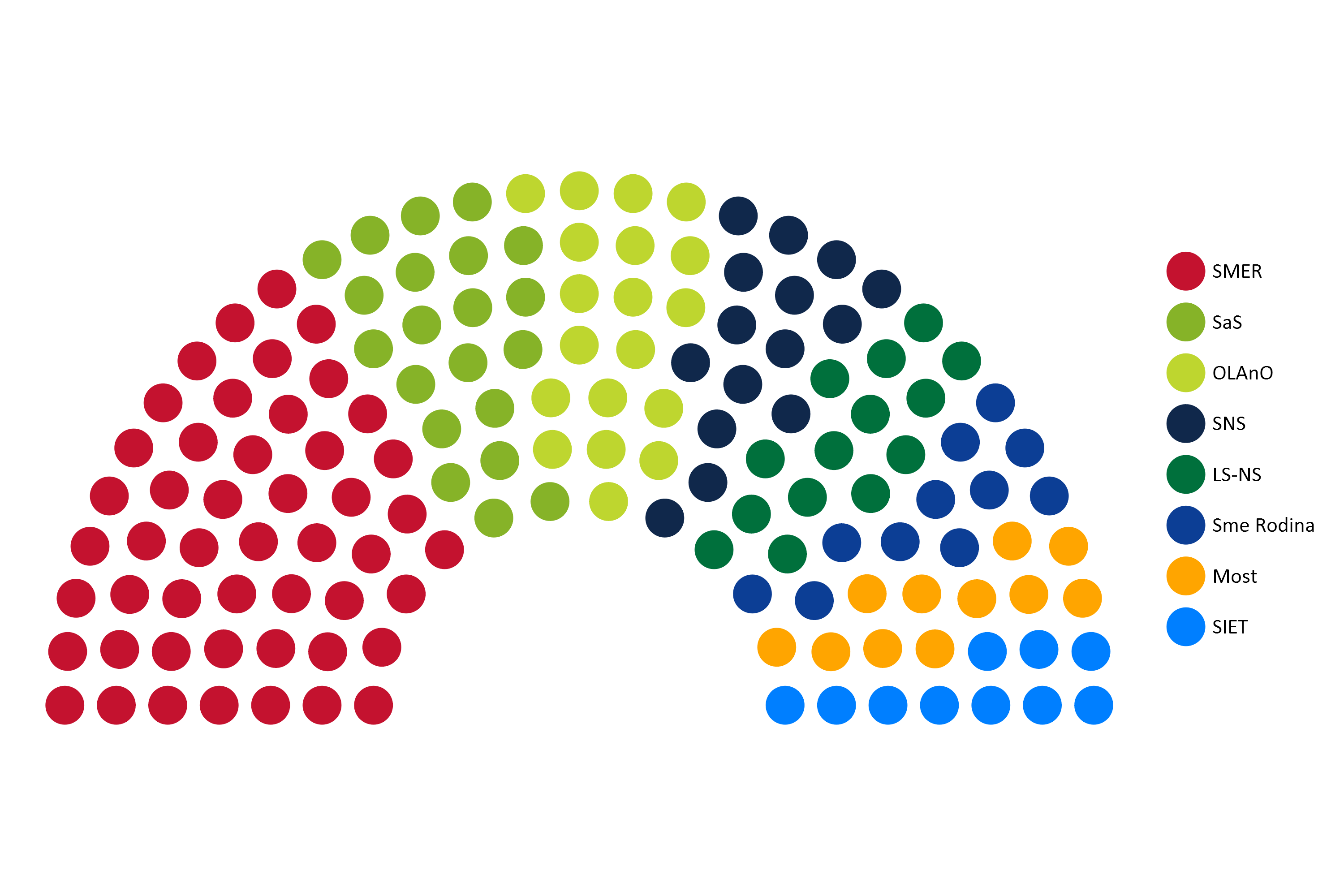
Szlovákia parlamentjének összetétele 2016-tól

A választási eredmény mindenkit meglepett, mert a közvélemény-kutatások mást jósoltak. Meglepetés volt a Smer és a Háló rossz szereplése, a KDH kiesése, a SaS második helye, Boris Kollár három hónappal korábban alakult pártjának és a szélsőjobboldali Marián Kotleba-féle pártnak a bejutása. Nem csak a politikusok, de a választók majdnem fele sem volt elégedett az eredményekkel.
A választást az addig egyedül kormányzó Irány – Szociáldemokrácia nyerte, de nem szerzett elég mandátumot a többséghez, ezért koalíciókötésre kényszerült a Szlovák Nemzeti Párttal, a Most–Híddal és a Hálóval. A miniszterelnök ismét Robert Fico lett, a négy párt miniszterjelöltjeiből pedig 2016. március 23-án megalakult a harmadik Fico-kormány. A kormánykoalíciót ideológiailag egészen különböző pártok alkotják: egy szociáldemokrata, egy szlovák nacionalista, egy kereszténydemokrata magyar-szlovák vegyespárt, és egy kis gazdasági liberális párt.
Andrej Danko, a négy év után a parlamentbe visszakerült SNS elnöke lett a szlovákiai parlament elnöke. Alelnökök: Bugár Béla, a Most–Híd elnöke, Andrej Hrnčiar (Háló), Turócszentmárton addigi polgármestere, Martin Glváč (Smer–SD) és Lucia Nicholsonová (SaS).
A Háló, amely a második Fico-kormány korrupciós ügyeire koncentrálta kampányát, meggyengült a koalíciókötés miatt: több vezetője csalódott, hogy az ígéretekkel szemben Fico mellé álltak, és kilépett a pártból. Ugyancsak a koalíciókötés miatt lépett ki a Most-Hídból Simon Zsolt alelnök.
A gyenge választási eredmény miatt lemondott Berényi József, az MKP elnöke, később pedig a párt egész elnöksége.

## Külső hivatkozások
- A választások hivatalos honlapja (szlovákul és angolul)
- Közvélemény-kutatási eredmények grafikonon ábrázolva – Teraz.sk (szlovákul)
- A választási eredmények interaktív térképen – Denník N